# Copa América 2001
Copa América 2001 – zawodowy turniej piłkarski zorganizowany przez CONMEBOL. Zawody te odbyły się w Kolumbii i trwały od 11 lipca do 29 lipca 2001. 
Nie przeprowadzano eliminacji. W turnieju uczestniczyło 12 drużyn. Dziewięć reprezentacji (czyli wszystkie oprócz Argentyny, która wycofała się tuż przed turniejem), które skupia CONMEBOL i trzy drużyny ze strefy CONCACAF: Meksyk, Kostaryka (zastąpiła zgłoszoną wcześniej Kanadę), Honduras (zastąpił w ostatniej chwili Argentynę).

## Stadiony
| Miasto       | Stadion                         | Pojemność |
| ------------ | ------------------------------- | --------- |
| Armenia      | Estadio Centenario              | 29 tys.   |
| Barranquilla | Estadio Metropolitano           | 60 tys.   |
| Bogota       | Estadio El Campín               | 48 300    |
| Cali         | Estadio Pascual Guerrero        | 45 625    |
| Manizales    | Estadio Palogrande              | 36 553    |
| Medellín     | Estadio Atanasio Girardot       | 52 tys.   |
| Pereira      | Estadio Hernán Ramírez Villegas | 30 313    |

## Uczestnicy

### Boliwia
| Nr                      | Zawodnik                 | Klub                      |
| ----------------------- | ------------------------ | ------------------------- |
| 1                       | Carlos Erwin Arias       | Club Blooming             |
| 2                       | José Loayza              | Club Jorge Wilstermann    |
| 3                       | Marco Antonio Sandy      | Club Bolívar              |
| 4                       | Percy Colque             | Club The Strongest        |
| 5                       | Marcelo Antonio Carballo | Club Jorge Wilstermann    |
| 6                       | Miguel Raúl Justiniano   | Club Blooming             |
| 7                       | Luis Gatty Ribeiro       | Club Bolívar              |
| 8                       | Franz Álvaro Calustro    | Oriente Petrolero         |
| 9                       | Joaquín Botero           | Club Bolívar              |
| 10                      | Julio César Baldivieso   | CD Cobreloa               |
| 11                      | Líder Paz                | Club The Strongest        |
| 12                      | Hamlet Israel Barrientos | Club The Strongest        |
| 13                      | Wilson Joel Escalante    | Oriente Petrolero         |
| 14                      | Ronald Lázaro García     | FC Alverca                |
| 15                      | Lorgio Álvarez           | Club Blooming             |
| 16                      | Ronald Raldes            | Oriente Petrolero         |
| 17                      | Eduardo Jiguchi          | Club Bolívar              |
| 18                      | Limberg Gutiérrez        | Club Nacional de Football |
| 19                      | Milton Coimbra           | Oriente Petrolero         |
| 20                      | Gonzalo Germán Galindo   | Club Jorge Wilstermann    |
| 21                      | Richard José Rojas       | Club The Strongest        |
| 22                      | Roger Suárez             | Oriente Petrolero         |
| Trener: Carlos Aragonés |                          |                           |

### Brazylia
| Nr                          | Zawodnik                                                   | Klub                   |
| --------------------------- | ---------------------------------------------------------- | ---------------------- |
| 1                           | MARCOS Roberto Silveira Reis                               | SE Palmeiras           |
| 2                           | Juliano Haus BELLETTI                                      | São Paulo FC           |
| 3                           | CRIS – Cristiano Marques Gomes                             | Cruzeiro EC            |
| 4                           | José Vítor ROQUE JÚNIOR                                    | AC Milan               |
| 5                           | EDUARDO Nascimento COSTA                                   | Grêmio Porto Alegre    |
| 6                           | ROGER Machado Marques                                      | Grêmio Porto Alegre    |
| 7                           | GEOVANNI Deiberson Maurício                                | FC Barcelona           |
| 8                           | EMERSON Ferreira da Rosa                                   | AS Roma                |
| 9                           | GUILHERME de Cássio Alves                                  | Clube Atlético Mineiro |
| 10                          | JUNINHO PAULISTA – Oswaldo Giroldo                         | CR Vasco da Gama       |
| 11                          | DENILSON De Oliveira Araújo                                | Real Betis             |
| 12                          | DIDA – Nélson de Jesús Silva                               | AC Milan               |
| 13                          | ALESSANDRO Da Conceiçăo Pinto                              | Athletico Paranaense   |
| 14                          | LUISÃO – Ânderson Luís da Silva                            | Cruzeiro EC            |
| 15                          | JUAN Silveira Dos Santos                                   | CR Flamengo            |
| 16                          | JÚNIOR – Jenílson Ângelo de Souza                          | AC Parma               |
| 17                          | JUNINHO PERNAMBUCANO – Antônio Augusto Ribeiro Reis Junior | Olympique Lyon         |
| 18                          | FÁBIO ROCHEMBACK                                           | FC Barcelona           |
| 19                          | FERNANDO Menegazzo                                         | EC Juventude           |
| 20                          | ALEX – Alexsandro de Souza                                 | SE Palmeiras           |
| 21                          | EWERTHON Henrique de Souza                                 | Corinthians Paulista   |
| 22                          | Mário JARDEL Almeida Ribeiro                               | Galatasaray SK         |
| Trener: Luiz Felipe SCOLARI |                                                            |                        |

### Chile
| Nr                   | Zawodnik                    | Klub                      |
| -------------------- | --------------------------- | ------------------------- |
| 1                    | Sergio Bernabé Vargas       | Club Universidad de Chile |
| 2                    | Mauricio Andrés Pozo        | CD Cobreloa               |
| 3                    | Claudio Andrés Maldonado    | São Paulo FC              |
| 4                    | David Andrés Henríquez      | CSD Colo-Colo             |
| 5                    | Luis Alberto Fuentes        | CD Cobreloa               |
| 6                    | Pedro Antonio Reyes         | AJ Auxerre                |
| 7                    | Eros Roque Pérez            | CA Colón                  |
| 8                    | Luis Alejandro Osorio       | Estudiantes La Plata      |
| 9                    | Reinaldo Marcelino Navia    | Tecos UAG Guadalajara     |
| 10                   | Manuel Alejandro Neira      | Unión Española            |
| 11                   | Rodrigo Ignacio Valenzuela  | León                      |
| 12                   | Carlos Antonio Toro         | Santiago Wanderers        |
| 13                   | Marcelo Enrique Corrales    | Unión San Felipe          |
| 14                   | Mauricio Fernando Aros      | Club Universidad de Chile |
| 15                   | Cristian Antonio Montecinos | Deportes Concepción       |
| 16                   | Ricardo Francisco Rojas     | Club América              |
| 17                   | Moisés Fermín Villarroel    | Santiago Wanderers        |
| 18                   | Marco Antonio Villaseca     | CSD Colo-Colo             |
| 19                   | Pablo Manuel Galdames       | Cruz Azul                 |
| 20                   | Rodrigo Fabián Núñez        | Santiago Wanderers        |
| 21                   | Rodrigo Alejandro Barra     | Santiago Wanderers        |
| 22                   | Nelson Antonio Tapia        | niezrzeszony              |
| Trener: Pedro García |                             |                           |

### Ekwador
| Nr                         | Zawodnik                   | Klub                  |
| -------------------------- | -------------------------- | --------------------- |
| 1                          | José Francisco Cevallos    | Barcelona SC          |
| 2                          | Augusto Jesús Porozo       | Emelec Guayaquil      |
| 3                          | Iván Jacinto Hurtado       | Tigres UANL Monterrey |
| 4                          | Ulises Hernán De La Cruz   | Barcelona SC          |
| 5                          | Juan Carlos Burbano        | CD El Nacional        |
| 6                          | Raúl Fernando Guerrón      | Deportivo Quito       |
| 7                          | Juan Francisco Aguinaga    | Espoli Quito          |
| 8                          | Evelio Agustín Ordóñez     | CD El Nacional        |
| 9                          | Félix Borja                | CD El Nacional        |
| 10                         | Álex Darío Aguinaga        | Necaxa Aguascalientes |
| 11                         | Agustín Javier Delgado     | Necaxa Aguascalientes |
| 12                         | Oswaldo Jhovani Ibarra     | CD El Nacional        |
| 13                         | Angel Santiago Fernández   | CD El Nacional        |
| 14                         | Walter Orlando Ayoví       | Emelec Guayaquil      |
| 15                         | Marlon Riter Ayoví         | Deportivo Quito       |
| 16                         | Cléber Manuel Chalá        | CD El Nacional        |
| 17                         | Giovanny Patricio Espinoza | Aucas Quito           |
| 18                         | Alfonso Andrés Obregón     | Delfín Manta          |
| 19                         | Edison Vicente Méndez      | Deportivo Quito       |
| 20                         | Edwin Rolando Tenorio      | Aucas Quito           |
| 21                         | Wellington Eduardo Sánchez | Emelec Guayaquil      |
| 22                         | Jorge Daniel Guagua        | CD El Nacional        |
| Trener: Hernán Darío Gómez |                            |                       |

### Honduras
| Nr                              | Zawodnik                 | Klub                      |
| ------------------------------- | ------------------------ | ------------------------- |
| 1                               | Henry Alberto Enamorado  | UNAH Choluteca            |
| 2                               | Hesler Enrique Philips   | UNAH Choluteca            |
| 3                               | David Antonio Cárcamo    | Victoria La Ceiba         |
| 4                               | Jorge Samuel Caballero   | Olimpia Tegucigalpa       |
| 5                               | Milton Alexander Reyes   | Motagua Tegucigalpa       |
| 6                               | Oscar Abraham Lagos      | Motagua Tegucigalpa       |
| 7                               | David Oscar Suazo        | Cagliari Calcio           |
| 8                               | Marvin Brown             | Vida La Ceiba             |
| 9                               | -                        | -                         |
| 10                              | Julio César León         | Olimpia Tegucigalpa       |
| 11                              | -                        | -                         |
| 12                              | -                        | -                         |
| 13                              | Robel Bernárdez          | Motagua Tegucigalpa       |
| 14                              | Mario César Rodríguez    | Victoria La Ceiba         |
| 15                              | Ricky Denis García       | Victoria La Ceiba         |
| 16                              | Reinaldo Pineda          | Savio Santa Rosa de Copán |
| 17                              | Carlos Alexander Guity   | Vida La Ceiba             |
| 18                              | Saúl Asael Martínez      | Motagua Tegucigalpa       |
| 19                              | Elvis Danilo Turcios     | Deportivo Maldonado       |
| 20                              | Amado Guevara            | Neza Nezahualcóyotl       |
| 21                              | Limber Omar Pérez        | UNAH Choluteca            |
| 22                              | Noel Eduardo Valladares  | Motagua Tegucigalpa       |
| 23                              | Júnior Gustavo Izaguirre | Motagua Tegucigalpa       |
| 24                              | Ninrod Edgardo Medina    | Saltillo                  |
| 26                              | Leonardo Adoly Morales   | Vida La Ceiba             |
| Trener: Ramón Enrique Maradiaga |                          |                           |

### Kolumbia
| Nr                                 | Zawodnik                  | Klub                   |
| ---------------------------------- | ------------------------- | ---------------------- |
| 1                                  | Óscar Eduardo Córdoba     | Boca Juniors           |
| 2                                  | Iván Ramiro Córdoba       | Inter Mediolan         |
| 3                                  | Mario Alberto Yepes       | River Plate            |
| 4                                  | Roberto Carlos Cortés     | Independiente Medellín |
| 5                                  | Andrés Felipe Orozco      | Independiente Medellín |
| 6                                  | Fabián Andrés Vargas      | América Cali           |
| 7                                  | Elson Evelio Becerra      | Tolima Ibagué          |
| 8                                  | David Arturo Ferreira     | América Cali           |
| 9                                  | -                         | -                      |
| 10                                 | Víctor Hugo Aristizábal   | Deportivo Cali         |
| 11                                 | Eulalio Eulises Arriaga   | Atlético Junior        |
| 12                                 | Miguel Angel Calero       | Pachuca                |
| 13                                 | John Javier Restrepo      | Independiente Medellín |
| 14                                 | Iván Leonardo López       | Independiente Santa Fe |
| 15                                 | Elkin Antonio Murillo     | Deportivo Cali         |
| 16                                 | Jersson Amur González     | América Cali           |
| 17                                 | Juan Carlos Ramírez       | Atlético Junior        |
| 18                                 | Jairo Fernando Castillo   | CA Vélez Sarsfield     |
| 19                                 | Freddy Indurley Grisales  | Atlético Nacional      |
| 20                                 | Gerardo Alberto Bedoya    | Deportivo Cali         |
| 21                                 | Oscar Díaz                | Deportivo Tuluá        |
| 22                                 | -                         | -                      |
| 23                                 | Mauricio Alejandro Molina | Envigado               |
| 24                                 | Giovanny Hernández        | Deportivo Cali         |
| Trener: Francisco Antonio Maturana |                           |                        |

### Kostaryka
| Nr                          | Zawodnik                | Klub                     |
| --------------------------- | ----------------------- | ------------------------ |
| 1                           | Erick Lonnis            | Deportivo Saprissa       |
| 2                           | Jervis Drummond         | Deportivo Saprissa       |
| 3                           | Luis Antonio Marín      | LD Alajuelense           |
| 4                           | -                       | -                        |
| 5                           | Gilberto Martínez       | Deportivo Saprissa       |
| 6                           | Wilmer Andrés López     | LD Alajuelense           |
| 7                           | Rolando Danny Fonseca   | Comunicaciones Gwatemala |
| 8                           | Mauricio Solís          | LD Alajuelense           |
| 9                           | Paulo César Wanchope    | Manchester City          |
| 10                          | Walter Centeno          | Deportivo Saprissa       |
| 11                          | Rónald Gómez            | OFI 1925                 |
| 12                          | Robert Alberto Arias    | CS Herediano             |
| 13                          | -                       | -                        |
| 14                          | Austin Gerardo Berry    | CS Herediano             |
| 15                          | Harold Amed Wallace     | LD Alajuelense           |
| 16                          | Steven José Bryce       | LD Alajuelense           |
| 17                          | Hernán Evaristo Medford | Necaxa Aguascalientes    |
| 18                          | Lester Morgan           | CS Herediano             |
| 19                          | Rodrigo Antonio Cordero | CS Herediano             |
| 20                          | William Sunsing         | New England Revolution   |
| 21                          | Reynaldo Parks          | Tecos UAG Guadalajara    |
| 22                          | Carlos Eduardo Castro   | LD Alajuelense           |
| 23                          | Ricardo González        | LD Alajuelense           |
| Trener: Alexandre Guimarães |                         |                          |

### Meksyk
| Nr                     | Zawodnik             | Klub          |
| ---------------------- | -------------------- | ------------- |
| 1                      | Oswaldo Sánchez      | Guadalajara   |
| 2                      | Alberto Rodríguez    | Pachuca       |
| 3                      | Heriberto Morales    | Morelia       |
| 4                      | Rafael Márquez       | AS Monaco     |
| 5                      | Manuel Vidrio        | Pachuca       |
| 6                      | Gerardo Torrado      | CD Tenerife   |
| 7                      | Octavio Valdez       | Club América  |
| 8                      | Alberto García Aspe  | Puebla        |
| 9                      | Jared Borgetti       | Santos Laguna |
| 10                     | Cesáreo Victorino    | Cruz Azul     |
| 11                     | Daniel Osorno        | Atlas         |
| 12                     | Óscar Pérez          | Cruz Azul     |
| 13                     | Sigifredo Mercado    | León          |
| 14                     | Antonio de Nigris    | Monterrey     |
| 15                     | Juan Pablo Rodríguez | Atlas         |
| 16                     | Joaquín Reyes        | Santos Laguna |
| 17                     | Ignacio Hierro       | Atlante       |
| 18                     | Johan Rodríguez      | Santos Laguna |
| 19                     | Miguel Zepeda        | Atlas         |
| 20                     | Carlos Morales       | Guadalajara   |
| 21                     | Jesús Arellano       | Monterrey     |
| 22                     | Adrián Martínez      | Santos Laguna |
| Trener: Javier Aguirre |                      |               |

### Paragwaj
| Nr                               | Zawodnik                     | Klub                       |
| -------------------------------- | ---------------------------- | -------------------------- |
| 1                                | Ricardo Javier Tavarelli     | Club Olimpia               |
| 2                                | Néstor Daniel Isasi          | Club Guaraní               |
| 3                                | Juan Daniel Cáceres          | Club Guaraní               |
| 4                                | Alfredo del Rosario Amarilla | Sportivo Luqueño           |
| 5                                | Daniel Horacio Sanabria      | Club Libertad              |
| 6                                | Estanislao Struway           | Club Libertad              |
| 7                                | Edgar Arnulfo Robles         | Club Libertad              |
| 8                                | Gustavo Eliseo Morinigo      | Sportivo Luqueño           |
| 9                                | Miguel Cáceres               | Levante UD                 |
| 10                               | Guido Virgilio Alvarenga     | Cerro Porteño              |
| 11                               | Virgilio Ferreira            | Cerro Porteño              |
| 12                               | Justo Wilmar Villar          | Club Libertad              |
| 13                               | Luis Núñez                   | Sportivo Luqueño           |
| 14                               | Pánfilo Eugenio Escobar      | Sportivo Luqueño           |
| 15                               | Darío Anastacio Verón        | 12 de Octubre Itaugua      |
| 16                               | Julio César Enciso           | Internacional Porto Alegre |
| 17                               | Silvio Ramón Garay           | Cerro Porteño              |
| 18                               | Pedro Juan Benítez           | Sportivo Luqueño           |
| 19                               | Emilio Damián Martínez       | Cerro Porteño              |
| 20                               | Julio Valentín González      | Club Guaraní               |
| 21                               | Denis Ramón Caniza           | CA Lanús                   |
| 22                               | Arístides Nicolás Masi       | Sportivo Luqueño           |
| Trener: Sergio Apraham Markarián |                              |                            |

### Peru
| Nr                        | Zawodnik                 | Klub                       |
| ------------------------- | ------------------------ | -------------------------- |
| 1                         | Oscar Manuel Ibáñez      | Universitario Lima         |
| 2                         | Walter Hugo Zevallos     | FBC Melgar                 |
| 3                         | José Alberto Soto        | Alianza Lima               |
| 4                         | Emilio Martín Hidalgo    | Club Sporting Cristal      |
| 5                         | Juan Luciano Pajuelo     | Los Andes Buenos Aires     |
| 6                         | Juan Francisco Hernández | Juan Aurich Chiclayo       |
| 7                         | Abel Augusto Lobatón     | Universitario Lima         |
| 8                         | Juan José Jayo           | Celta Vigo                 |
| 9                         | -                        | -                          |
| 10                        | Julio Edson Uribe        | Deportivo Maldonado        |
| 11                        | Darío Teodoro Muchotrigo | niezrzeszony               |
| 12                        | Marco Christian Flores   | Alianza Lima               |
| 13                        | -                        | -                          |
| 14                        | Jorge Antonio Soto       | Club Sporting Cristal      |
| 15                        | Santiago Roberto Salazar | Club Sporting Cristal      |
| 16                        | Pedro Alexandro García   | Alianza Atlético Sullana   |
| 17                        | -                        | -                          |
| 18                        | Roberto Carlos Holsen    | Club Sporting Cristal      |
| 19                        | Walter Ricardo Vílchez   | Unión Minas Cerro de Pasco |
| 20                        | José Guillermo del Solar | Universitario Lima         |
| 21                        | Francisco de Paula Bazán | Universitario Lima         |
| 22                        | -                        | -                          |
| 23                        | Luis Alberto Hernández   | Alianza Lima               |
| 24                        | Gustavo Ernesto Tempone  | Sport Boys Callao          |
| 25                        | Pedro Luis Ascoy         | Juan Aurich Chiclayo       |
| Trener: Julio César Uribe |                          |                            |

### Urugwaj
| Nr                         | Zawodnik                    | Klub                      |
| -------------------------- | --------------------------- | ------------------------- |
| 1                          | Gustavo Adolfo Munúa        | Club Nacional de Football |
| 2                          | Joe Emerson Bizera          | CA Peñarol                |
| 3                          | Gonzalo Sorondo             | Defensor Sporting         |
| 4                          | Carlos Richard Díaz         | Defensor Sporting         |
| 5                          | Diego Fernando Pérez        | Defensor Sporting         |
| 6                          | Martín Pablo Lima           | Danubio FC                |
| 7                          | Christian Fabián Callejas   | Danubio FC                |
| 8                          | Andrés Javier Martínez      | Defensor Sporting         |
| 9                          | Rodrigo Javier Lemos        | CA Bella Vista            |
| 10                         | Ruben Ariel Olivera         | Danubio FC                |
| 11                         | Walter Fernando Guglielmone | Montevideo Wanderers      |
| 12                         | Adrián Berbia               | CA Peñarol                |
| 13                         | Carlos Eduardo Gutiérrez    | River Plate Montevideo    |
| 14                         | Alejandro César Curbelo     | Montevideo Wanderers      |
| 15                         | Carlos María Morales        | Deportivo Toluca          |
| 16                         | Jorge Luis Anchén           | Danubio FC                |
| 17                         | Julio Pablo Rodríguez       | Huracán Buceo Montevideo  |
| 18                         | Fabián Larry Estoyanoff     | Fénix Montevideo          |
| 19                         | Javier Ernesto Chevantón    | Danubio FC                |
| 20                         | Richard Javier Morales      | Club Nacional de Football |
| 21                         | Sebastián Eguren            | Montevideo Wanderers      |
| 22                         | Claudio Martín Dadomo       | Montevideo Wanderers      |
| Trener: Víctor Haroldo Púa |                             |                           |

### Wenezuela
| Nr                           | Zawodnik                  | Klub                               |
| ---------------------------- | ------------------------- | ---------------------------------- |
| 1                            | Rafael Edgar Dudamel      | Deportivo Cali                     |
| 2                            | Luis José Vallenilla      | ItalChacao Caracas                 |
| 3                            | José Manuel Rey           | Caracas                            |
| 4                            | Wilfredo José Alvarado    | Nacional Táchira San Juan de Colón |
| 5                            | Miguel Ángel Mea Vitali   | UE Lleida                          |
| 6                            | Elvis Alfonso Martínez    | Nacional Táchira San Juan de Colón |
| 7                            | Daniel Gustavo Noriega    | Unión Santa Fe                     |
| 8                            | Luis Enrique Vera         | Caracas                            |
| 9                            | Alexander Rondón          | Caracas                            |
| 10                           | Gabriel José Urdaneta     | FC Luzern                          |
| 11                           | Ricardo David Páez        | Nacional Táchira San Juan de Colón |
| 12                           | Manuel Alejandro Sanhouse | Caracas                            |
| 13                           | Leonel Gerardo Vielma     | Deportivo Táchira                  |
| 14                           | Leopoldo Rafael Jiménez   | ItalChacao Caracas                 |
| 15                           | Giovanny Pérez            | ItalChacao Caracas                 |
| 16                           | Cristian Alfonso Casseres | Atlas Guadalajara                  |
| 17                           | Jorge Alberto Rojas       | Caracas                            |
| 18                           | Juan Fernando Arango      | CF Monterrey                       |
| 19                           | Rafael Loreto Mea Vitali  | Caracas                            |
| 20                           | Héctor Augusto González   | Caracas                            |
| 21                           | -                         | -                                  |
| 22                           | Renny Vicente Vega        | Nacional Táchira San Juan de Colón |
| Trener: Richard Alfredo Páez |                           |                                    |

## Mecze

### Grupa A

#### Chile–Ekwador
| CHILE – EKWADOR 4:1 (1:0) |
| --- |
| 11 lipca 2001, Barranquilla, Estadio Metropolitano (widzów 40 tys.)                                                                                       |
| Sędzia: René Ortubé ( Gregorio Chirino, Miguel Giacomuzzi)                                                                                                |
| CHILE: Vargas – Fuentes, Rojas, Reyes, Aros – Villaseca, Villarroel (79 Henríquez), Pozo, Maldonado (65 Valenzuela) – Navia (73 Corrales), Montecinos     |
| EKWADOR: Ibarra – De la Cruz, Hurtado, Espinoza, Guerrón – Méndez (46 Obregón), Tenorio (84 Ordóńez), A.Aguinaga (64 Sánchez), Chalá – Delgado, Fernández |
| Bramki: 1:0 Navia 29, 1:1 Chalá 53, 2:1 Montecinos 73, 3:1 Corrales 85, 4:1 Montecinos 90                                                                 |
| Żółte kartki: Fuentes / Tenorio, Delgado, Chalá |
| Czerwone kartki: – / Chalá 77 |

#### Kolumbia–Wenezuela
| KOLUMBIA – WENEZUELA 2:0 (1:0) |
| --- |
| 11 lipca 2001, Barranquilla, Estadio Metropolitano (widzów 50 tys.)                                                                                               |
| Sędzia: Gilberto Hidalgo, ( Claudio Rossi, Fernando Cresci) |
| KOLUMBIA: O.Córdoba – González, I.Córdoba, Yepes, Cortés – Ramírez, Grisales, Restrepo (78 Becerra), Hernández – Aristizábal (78 Ferreira), Castillo (46 Arriaga) |
| WENEZUELA: Dudamel – Vallenilla, Rey, Alvarado, Rojas – M.Mea Vitali, Vera, Arango, Páez (85 Pérez) – Rondón (79 Casseres), Noriega (54 Jiménez)                  |
| Bramki: 1:0 Grisales 15, 2:0 Aristizábal 59k |
| Żółte kartki: I.Córdoba / Vallenilla |
| Czerwone kartki: – / Vallenilla 47 |

#### Chile–Wenezuela
| CHILE – WENEZUELA 1:0 (0:0) |
| --- |
| 14 lipca 2001, Barranquilla, Estadio Metropolitano (widzów 33 tys.)                                                                                 |
| Sędzia: Gilberto Alcalá, ( Fernando Cresci, Claudio Rossi)                                                                                          |
| CHILE: Vargas – Fuentes, Rojas, Reyes, Aros (46 Pérez) – Villarroel (28 Henríquez), Villaseca, Galdames, Osorio (66 Valenzuela) – Navia, Montecinos |
| WENEZUELA: Dudamel – Vielma, Rey, Alvarado, Martínez – M.Mea Vitali, Vera, Arango, Páez (63 Rondón) – Urdaneta (72 Pérez), Noriega (78 González)    |
| Bramki: 1:0 Montecinos 78 |
| Żółte kartki: Fuentes, Henríquez / Alvarado, M.Mea Vitali                                                                                           |

#### Kolumbia–Ekwador
| KOLUMBIA – EKWADOR 1:0 (1:0) |
| --- |
| 14 lipca 2001, Barranquilla, Estadio Metropolitano (widzów 40 tys.)                                                                               |
| Sędzia: Ubaldo Aquino ( Miguel Giacomuzzi, Gregorio Chirinos)                                                                                     |
| KOLUMBIA: O.Córdoba – González, I.Córdoba, Yepes, Bedoya – Ramírez, Grisales, Restrepo, Hernández (74 Molina) – Aristizábal (68 Arriaga), Murillo |
| EKWADOR: Cevallos – De la Cruz, Hurtado, Espinoza, Guerrón (46 Sánchez) – Méndez, Burbano, Obregón (46 Tenorio), A.Aguinaga – Delgado, Fernández  |
| Bramki: 1:0 Aristizábal 29 |
| Żółte kartki: Aristizábal, Arriaga / A.Aguinaga, Tenorio                                                                                          |
| Czerwone kartki: – / A.Aguinaga 81 |

#### Ekwador–Wenezuela
| EKWADOR – WENEZUELA 4:0 (2:0) |
| --- |
| 17 lipca 2001, Barranquilla, Estadio Metropolitano (widzów 20 tys.)                                                                             |
| Sędzia: Gilberto Hidalgo ( Gregorio Chirinos, Miguel Giacomuzzi)                                                                                |
| EKWADOR: Ibarra – De la Cruz, Hurtado, Espinoza, Guerrón – Méndez, Burbano, Sánchez (76 J.Aguinaga), Chalá (78 Obregón) – Delgado, Fernández    |
| WENEZUELA: Dudamel – Vielma, Rey, Alvarado, Martínez – M.Mea Vitali (74 Pérez), Vera, Arango (46 Rondón), Páez (69 Jiménez) – Urdaneta, Noriega |
| Bramki: 1:0 Delgado 19g, 2:0 Fernández 29, 3:0 Méndez 60, 4:0 Delgado 63                                                                        |
| Żółte kartki: Sánchez, Guerrón / Vera, Páez |

#### Kolumbia–Chile
| KOLUMBIA – CHILE 2:0 (1:0) |
| --- |
| 17 lipca 2001, Barranquilla, Estadio Metropolitano (widzów 50 tys.)                                                                                    |
| Sędzia: Jorge Larrionda ( Fernando Cresci, Claudio Rossi)                                                                                              |
| KOLUMBIA: Calero – López, I.Córdoba, Yepes, Bedoya – Ramírez, Grisales, Vargas (67 Arriaga), Hernández (73 Molina) – Aristizábal (46 Becerra), Murillo |
| CHILE: Vargas – Pozo, Rojas, Reyes, Pérez – Villaseca, Galdames, Maldonado, Valenzuela (63 Neira) – Navia (46 Corrales (71 Núńez), Montecinos          |
| Bramki: 1:0 Aristizábal 10k, 2:0 Arriaga 90 |
| Żółte kartki: Vargas, Arriaga, I.Córdoba / Pozo |
| Czerwone kartki: Murillo 34 / Galdames 34 |

### Grupa B

#### Paragwaj–Peru
| PARAGWAJ – PERU 3:3 (1:1) |
| --- |
| 12 lipca 2001, Cali, Estadio Pascual Guerrero (widzów 35 tys.)                                                                                            |
| Sędzia: Angel Osvaldo Sánchez ( Jorge Díaz, Eduardo Botero)                                                                                               |
| PARAGWAJ: Tavarelli – Isasi, J.Cáceres, Caniza, Sanabria – Enciso, Robles (46 González), Struway (59 Amarilla), Morinigo (50 Garay) – Alvarenga, Ferreira |
| PERU: Ibáńez – Jorge Soto (68 Ascoy), José Soto, Salazar, Pajuelo – Hidalgo, Jayo, del Solar, Tempone (68 Uribe) – Lobatón (76 Holsen), Muchotrigo        |
| Bramki: 0:1 Lobatón 16g, 1:1 Ferreira 23, 1:2 Pajuelo 57g, 2:2 Ferreira 64g, 2:3 del Solar 72, 3:3 Garay 90                                               |
| Żółte kartki: Struway, Isasi / Pajuelo, Hidalgo, Lobatón, del Solar                                                                                       |
| Czerwone kartki: Caniza 57 / del Solar 79 |

#### Meksyk–Brazylia
| MEKSYK – BRAZYLIA 1:0 (1:0) |
| --- |
| 12 lipca 2001, Cali, Estadio Pascual Guerrero (widzów 38 tys.) |
| Sędzia: Óscar Ruiz ( Jorge Arango, Carlos Vásquez) |
| MEKSYK: Pérez – Zepeda (80 Osorno), Vidrio, Márquez, R.H.Morales – J.Rodríguez (80 Mercado), Torrado, R.C.Morales, García Aspe – Arellano, Borgetti                                    |
| BRAZYLIA: Marcos – Alessandro (63 Juninho Pernambucano), Cris, Roque Júnior, Roger – Fábio Rochembach, Emerson, Alex, Juninho Paulista (46 Denilson) – Geovanni, Jardel (46 Guilherme) |
| Bramki: 1:0 Borgetti 5 |
| Żółte kartki: R.C.Morales, J.Rodríguez, R.H.Morales / Fabio Rochembach, Emerson, Roque Júnior                                                                                          |

#### Brazylia–Peru
| BRAZYLIA – PERU 2:0 (1:0) |
| --- |
| 15 lipca 2001, Cali, Estadio Pascual Guerrero (widzów 30 tys.) |
| Sędzia: Jorge Larrionda ( Eduardo Botero, Jorge Díaz) |
| BRAZYLIA: Marcos – Juan, Cris, Roque Júnior, Belletti – Eduardo Costa, Emerson (58 Juninho Pernambucano), Alex (62 Juninho Paulista), Júnior – Ewerthon, Guilherme (70 Denilson) |
| PERU: Ibáńez – Jorge Soto, José Soto, Salazar, Pajuelo – Hidalgo, Jayo, L.Hernández (46 Zevallos), García (60 Holsen) – Lobatón (69 F.Hernández), Muchotrigo                     |
| Bramki: 1:0 Guilherme 9, 2:0 Denilson 85 |
| Żółte kartki: Eduardo Costa, Denilson / L.Hernández |
| Czerwone kartki: – / Salazar 67 |

#### Paragwaj–Meksyk
| PARAGWAJ – MEKSYK 0:0 |
| --- |
| 15 lipca 2001, Cali, Estadio Pascual Guerrero (widzów 40 tys.) |
| Sędzia: Roger Zambrano ( Carlos Vásquez, Jorge Arango) |
| PARAGWAJ: Tavarelli – Isasi, J.Cáceres, Escobar, Sanabria – Enciso, Robles (46 Amarilla), Struway (76 González), Garay (46 M.Cáceres) – Alvarenga, Ferreira             |
| MEKSYK: Martínez – A.Rodríguez, Vidrio, Márquez, Hierro – Valdez (46 R.C.Morales), Mercado, Osorno (51 J.P.Rodríguez), García Aspe – Victorino, De Nigris (64 Borgetti) |
| Żółte kartki: Amarilla, Isasi / Mercado, Hierro |

#### Peru–Meksyk
| PERU – MEKSYK 1:0 (0:0) |
| --- |
| 18 lipca 2001, Cali, Estadio Pascual Guerrero (widzów 20 tys.) |
| Sędzia: René Ortubé ( Carlos Vásquez, Eduardo Botero) |
| PERU: Ibáńez – Jorge Soto, José Soto, Zevallos (46 García), Pajuelo – Hidalgo, Jayo, del Solar, Muchotrigo – Holsen (89 Ascoy), Lobatón (63 Tempone)                    |
| MEKSYK: Sánchez – A.Rodríguez, Vidrio, Reyes (46 Mercado), R.H.Morales – J.P.Rodríguez (46 Zepeda), Torrado, R.C.Morales, Arellano – Victorino (65 De Nigris), Borgetti |
| Bramki: 1:0 Holsen 48 |
| Żółte kartki: Hidalgo, Lobatón, Tempone, Ibáńez / Borgetti, Arellano |
| Czerwone kartki: Muchotrigo 62 / Borgetti 62 |

#### Brazylia–Paragwaj
| BRAZYLIA – PARAGWAJ 3:1 (0:1) |
| --- |
| 18 lipca 2001, Cali, Estadio Pascual Guerrero (widzów 40 tys.) |
| Sędzia: Angel Sánchez ( Jorge Arango, Jorge Díaz) |
| BRAZYLIA: Marcos – Juan, Cris, Roque Júnior, Belletti – Eduardo Costa, Emerson (55 Juninho Pernambucano), Alex (65 Fábio Rochembach), Júnior – Ewerthon (44 Denilson), Guilherme |
| PARAGWAJ: Tavarelli – Escobar, J.Cáceres, Caniza, Sanabria – Enciso (57 Struway), Masi (64 González), Morinigo, Garay – Alvarenga, Ferreira (75 Robles)                          |
| Bramki: 0:1 Alvarenga 11k, 1:1 Alex 60, 2:1 Belletti 89, 3:1 Denilson 90 |
| Żółte kartki: Roque Júnior, Júnior, Fábio Rochembach / Enciso, Escobar, Garay |
| Czerwone kartki: Roque Júnior 58 / Caniza 81 |

### Grupa C

#### Urugwaj–Boliwia
| URUGWAJ – BOLIWIA 1:0 (0:0) |
| --- |
| 13 lipca 2001, Medellín, Estadio Atanasio Girardot (widzów 38 tys.)                                                                           |
| Sędzia: Mauricio Navarro ( Oswaldo Díaz, Rafael Yáńez)                                                                                        |
| URUGWAJ: Munúa – Díaz, Sorondo, Bizera, Lima – Pérez, Callejas, Martínez (56 Anchén), Lemos (63 Eguren) – Chevantón (79 C.Morales), R.Morales |
| BOLIWIA: Arias – Gatty Ribeiro, Jiguchi, Sandy, Raldés – Álvarez, Calustro, Baldivieso, Gutiérrez (73 García) – Botero, Coimbra (73 Paz)      |
| Bramki: 1:0 Chevantón 64 |
| Żółte kartki: Martínez, Lima / Álvarez, Baldivieso, Calustro                                                                                  |

#### Kostaryka–Honduras
| KOSTARYKA – HONDURAS 1:0 (0:0) |
| --- |
| 13 lipca 2001, Medellín, Estadio Atanasio Girardot (widzów 35 tys.)                                                                              |
| Sędzia: Mario Sánchez ( Jorge Jaimes, Walter Reis)                                                                                               |
| KOSTARYKA: Lonnis – Drummond, Marín, Parks, Martínez, Castro – Centeno (61 Medford), Solís, Bryce (71 Cordero) – Fonseca (61 Gómez), Wanchope    |
| HONDURAS: Valladares – Medina, Cárcamo, Reyes (23 Pérez), Guity – Lagos, Bernárdez, Turcios, Guevara – Suazo (14 Brown), Martínez (64 Rodríguez) |
| Bramki: 1:0 Wanchope 63g |
| Żółte kartki: Parks / Lagos |

#### Urugwaj–Kostaryka
| URUGWAJ – KOSTARYKA 1:1 (0:1) |
| --- |
| 16 lipca 2001, Medellín, Estadio Atanasio Girardot (widzów 20 tys.)                                                                              |
| Sędzia: Carlos Eugenio Simón ( Walter Reis, Jorge Jaimes)                                                                                        |
| URUGWAJ: Munúa – Díaz, Sorondo, Bizera, Curbelo – Pérez, Callejas, Martínez (51 Anchén), Lemos (58 Eguren) – C.Morales (88 Gutiérrez), R.Morales |
| KOSTARYKA: Lonnis – Drummond, Marín, Parks, Martínez, Castro – Centeno, Solís, Gómez (76 Bryce) – Medford (57 Fonseca), Wanchope                 |
| Bramki: 0:1 Wanchope 28, 1:1 C.Morales 53g |
| Żółte kartki: Callejas, Sorondo / Gómez, Wanchope                                                                                                |

#### Honduras–Boliwia
| HONDURAS – BOLIWIA 2:0 (0:0) |
| --- |
| 16 lipca 2001, Medellín, Estadio Atanasio Girardot (widzów 25 tys.)                                                                                    |
| Sędzia: John Jairo Toro ( Oswaldo Díaz, Rafael Yáńez)                                                                                                  |
| HONDURAS: Valladares – Medina, Cárcamo, Caballero, Guity (29 Pérez) – Lagos (87 Bernárdez), García, Turcios (64 Rodríguez), Guevara – León, Martínez   |
| BOLIWIA: Arias – Gatty Ribeiro, Jiguchi, Sandy, Álvarez – Raldés (46 Gutiérrez), Calustro, Baldivieso (78 Carballo), García – Botero, Paz (66 Coimbra) |
| Bramki: 1:0 Guevara 53, 2:0 Guevara 68 |
| Żółte kartki: Lagos / Gutiérrez |
| Czerwone kartki: – / Sandy 73, Coimbra 81 |

#### Kostaryka–Boliwia
| KOSTARYKA – BOLIWIA 4:0 (1:0) |
| --- |
| 19 lipca 2001, Medellín, Estadio Atanasio Girardot (widzów 25 tys.)                                                                 |
| Sędzia: Luis Solórzano ( Walter Reis, Oswaldo Díaz)                                                                                 |
| KOSTARYKA: González – Drummond, Arias, Marín, Berry – Centeno, Wallace, Cordero, Gómez (61 Bryce) – Fonseca, Wanchope (72 Solís)    |
| BOLIWIA: Arias – Gatty Ribeiro, Jiguchi, Carballo, Colque (46 Álvarez) – Raldés, Justiniano, Baldivieso, Gutiérrez – Botero, Suárez |
| Bramki: 1:0 Wanchope 45, 2:0 Bryce 63, 3:0 Wanchope 71g, 4:0 Fonseca 84                                                             |
| Żółte kartki: Cordero / Justiniano, Jiguchi, Suárez                                                                                 |

#### Honduras–Urugwaj
| HONDURAS – URUGWAJ 1:0 (0:0) |
| --- |
| 19 lipca 2001, Medellín, Estadio Atanasio Girardot (widzów 35 tys.)                                                                                 |
| Sędzia: Roger Zambrano ( Jorge Jaimes, Rafael Yáńez)                                                                                                |
| HONDURAS: Valladares – Medina, Cárcamo, Caballero, Guity – Rodríguez (86 Brown), García, Turcios, Guevara – León, Martínez                          |
| URUGWAJ: Berbia – Díaz, Gutiérrez, Bizera, Curbelo, Dadomo – Eguren, Martínez (70 Pérez), Lemos (82 Anchén) – C.Morales, Guglielmone (67 R.Morales) |
| Bramki: 1:0 Guevara 86 |
| Żółte kartki: Caballero, Guity, León / Curbelo, Bizera, Eguren                                                                                      |
| Czerwone kartki: – / Bizera (52), Eguren (80) |

### Ćwierćfinały

#### Meksyk–Chile
| MEKSYK – CHILE 2:0 (1:0) |
| --- |
| 22 lipca 2001, Pereira, Estadio Hernán Ramírez Villegas (widzów 20 tys.)                                                                                              |
| Sędzia: Carlos Eugenio Simón ( Walter Reis, Jorge Jaimes) |
| MEKSYK: Pérez – A.Rodríguez (26 Zepeda), Vidrio, Márquez, R.H.Morales – J.Rodríguez (66 Mercado), Torrado, R.C.Morales, García Aspe – Arellano, De Nigris (70 Osorno) |
| CHILE: Vargas – Fuentes, Rojas, Reyes, Pérez (66 Neira) – Villaseca, Maldonado (75 Henríquez), Osorio, Núńez (38 Valenzuela) – Navia, Montecinos                      |
| Bramki: 1:0 Arellano 17, 2:0 Osorno 78 |
| Żółte kartki: De Nigris, Vidrio, Pérez / Rojas, Villaseca |

#### Urugwaj–Kostaryka
| URUGWAJ – KOSTARYKA 2:1 (0:0) |
| --- |
| 22 lipca 2001, Armenia, Estadio Centenario (widzów 29 tys.)                                                                           |
| Sędzia: Óscar Ruiz ( Eduardo Botero, Claudio Rossi)                                                                                   |
| URUGWAJ: Munúa – Anchén, Gutiérrez, Sorondo, Curbelo, Lima – Pérez, Callejas, Lemos (90 Martínez) – C.Morales (70 Olivera), R.Morales |
| KOSTARYKA: Lonnis – Drummond, Marín, Parks, Martínez, Castro – Centeno (69 Cordero), Solís, Gómez (65 Bryce) – Fonseca, Wanchope      |
| Bramki: 0:1 Wanchope 52, 1:1 Lemos 61k, 2:1 Lima 87w                                                                                  |
| Żółte kartki: Callejas, C.Morales, Munúa / Marín, Solís, Lonnis, Wanchope                                                             |

#### Kolumbia–Peru
| KOLUMBIA – PERU 3:0 (0:0) |
| --- |
| 23 lipca 2001, Armenia, Estadio Centenario (widzów 30 tys.)                                                                                            |
| Sędzia: Gilberto Alcalá ( Jorge Díaz, Gregorio Chirinos)                                                                                               |
| KOLUMBIA: O.Córdoba – González, Orozco, Yepes, Bedoya (46 Cortés) – Ramírez (83 Díaz), Grisales, Vargas, Hernández (74 Molina) – Aristizábal, Ferreira |
| PERU: Ibáńez – Jorge Soto (74 Uribe), José Soto, Salazar, Zevallos, Pajuelo – Jayo, del Solar (77 Tempone), L.Hernández (65 Vílchez) – García, Holsen  |
| Bramki: 1:0 Aristizábal 50, 2:0 Hernández 66, 3:0 Aristizábal 69g                                                                                      |
| Żółte kartki: Yepes / Ibáńez, Jayo |

#### Honduras–Brazylia
| HONDURAS – BRAZYLIA 2:0 (0:0) |
| --- |
| 23 lipca 2001, Manizales, Estadio Palogrande (widzów 30 tys.) |
| Sędzia: Ubaldo Aquino ( Miguel Giacomuzzi, Fernando Cresci) |
| HONDURAS: Valladares – Medina, Cárcamo, Caballero, Pérez – García, Bernárdez, Turcios (68 Rodríguez), Guevara – León (88 Izaguirre), Martínez                            |
| BRAZYLIA: Marcos – Juan, Cris, Júnior, Belletti – Eduardo Costa (65 Jardel), Emerson, Luisăo (46 Juninho Pernambucano), Alex (46 Juninho Paulista) – Denilson, Guilherme |
| Bramki: 1:0 Belletti 57s, 2:0 Martínez 90 |
| Żółte kartki: Martínez, Medina / Eduardo Costa, Júnior |
| Czerwone kartki: Cárcamo 82 / Emerson 82 |

### Półfinały

#### Meksyk–Urugwaj
| MEKSYK – URUGWAJ 2:1 (1:1) |
| --- |
| 25 lipca 2001, Pereira, Estadio Hernán Ramírez Villegas (widzów 20 tys.)                                                                                                |
| Sędzia: Angel Osvaldo Sánchez ( Walter Reis, Jorge Díaz) |
| MEKSYK: Pérez – Zepeda (34 Mercado), Vidrio, Márquez (62 A.Rodríguez), R.H.Morales – J.Rodríguez (55 De Nigris), Torrado, R.C.Morales, García Aspe – Arellano, Borgetti |
| URUGWAJ: Munúa – Anchén (61 Díaz), Gutiérrez, Sorondo, Bizera (76 Estoyanoff), Lima – Pérez, Callejas, Lemos (69 Olivera) – C.Morales, R.Morales                        |
| Bramki: 1:0 Borgetti 14, 1:1 R.Morales 32g, 2:1 García Aspe 67k |
| Żółte kartki: García Aspe, Márquez, De Nigris, Torrado / Lima, Anchén, Callejas, Sorondo                                                                                |
| Czerwone kartki: García Aspe 88, Vidrio 90 / C.Morales 45, R.Morales 90                                                                                                 |

#### Kolumbia–Honduras
| KOLUMBIA – HONDURAS 2:0 (1:0) |
| --- |
| 26 lipca 2001, Manizales, Estadio Palogrande (widzów 40 tys.)                                                                                       |
| Sędzia: Mario Sánchez ( Jorge Jaime, Carlos Vásquez)                                                                                                |
| KOLUMBIA: O.Córdoba – López, I.Córdoba, Yepes, Bedoya – Ramírez, Grisales, Vargas, Hernández – Aristizábal (72 Arriaga), Murillo (90 Restrepo)      |
| HONDURAS: Valladares – Pérez, Medina, Caballero, Guity – García (60 Pineda), Bernárdez, Turcios (67 Rodríguez), Guevara – León, Martínez (73 Brown) |
| Bramki: 1:0 Bedoya 6, 2:0 Aristizábal 63 |
| Żółte kartki: Ramírez, Grisales / García, León, Guevara, Pérez                                                                                      |

### O trzecie miejsce

#### Honduras–Urugwaj
| HONDURAS – URUGWAJ 2:2 (2:2), karne 5:4 |
| --- |
| 28 lipca 2001, Bogota, Estadio El Campín (widzów 47 tys.) |
| Sędzia: Gilberto Hidalgo ( Jorge Jaimes, Walter Reis) |
| HONDURAS: Enamorado – Izaguirre, Morales (81 Medina), Caballero, Pérez – García, Bernárdez, Turcios (64 Rodríguez), Guevara (90 Philips) – Pineda, Martínez     |
| URUGWAJ: Berbia – Díaz, Gutiérrez, Sorondo, Bizera, Dadomo (84 Lima) – Pérez, Martínez (66 Rodríguez), Lemos – Estoyanoff, Guglielmone (57 Olivera)             |
| Bramki: 1:0 Martínez 14, 1:1 Bizera 22g, 2:1 Izaguirre 42g, 2:2 Martínez 45                                                                                     |
| Karne: 0:1 Sorondo, 1:1 Pineda, (1:1) Gutiérrez (obronił Enamorado), 2:1 Martínez, 2:2 Rodríguez, 3:2 García, 3:3 Lemos, 4:3 Medina, 4:4 Olivera, 5:4 Izaguirre |
| Żółte kartki: Morales, Pineda / Bizera, Sorondo, Estoyanoff, Martínez                                                                                           |

### Finał

#### Kolumbia–Meksyk
| KOLUMBIA – MEKSYK 1:0 (0:0) |
| --- |
| 29 lipca 2001, Bogota, Estadio El Campín (widzów 47 tys.) |
| Sędzia: Ubaldo Aquino ( Miguel Giacomuzzi, Claudio Rossi) |
| KOLUMBIA: O.Córdoba – López, I.Córdoba, Yepes, Bedoya – Grisales, Ramírez, Vargas, Hernández (88 Molina) – Aristizábal (32 Castillo), Murillo                            |
| MEKSYK: Pérez – A.Rodríguez (74 Zepeda), Mercado, R.C.Morales, Valdez – J.P.Rodríguez, J.Rodríguez (67 Osorno), Arellano (59 Victorino), Torrado, R.H.Morales – Borgetti |
| Bramki: 1:0 I.Córdoba 65g |
| Żółte kartki: Bedoya 20 (faul), Vargas 29 (faul), Molina 90+4 (niesp.zach.) / Torrado 22 (faul), R.H.Morales 70 (niesp.zach.)                                            |
| Czerwone kartki: – / J.P.Rodríguez 79 (faul), Torrado 90+4 (druga żółta, niesp.zach.)                                                                                    |

## Podsumowanie

### Objaśnienia
- Pts – Punkty
- Pld – Mecze
- W – Wygrane
- R – Remisy
- P – Porażka
- BZ – Bramki zdobyte
- BS – Bramki stracone
- SB – Stosunek bramek
- Eff – Procent zwycięstw

### Pierwsza runda
Do ćwierćfinału z każdej grupy dostały się drużyny, które zajęły pierwsze i drugie miejsce, a także dwa najlepsze zespoły, które zajęły trzecie miejsca.
W ustalaniu dwu najlepszych zespołów z trzecich miejsc brano pod uwagę w kolejności:
- większą liczbę zdobytych punktów
- większą różnicę między bramkami zdobytymi a straconymi
- większą liczbę zdobytych bramek
- wynik bezpośredniego meczu między branymi pod uwagę zespołami
- losowanie

#### Grupa A
| Zespół    | Pts | Pld | W | R | P | BZ | BS |
| --------- | --- | --- | - | - | - | -- | -- |
| Kolumbia  | 9   | 3   | 3 | 0 | 0 | 5  | 0  |
| Chile     | 6   | 3   | 2 | 0 | 1 | 5  | 3  |
| Ekwador   | 3   | 3   | 1 | 0 | 2 | 5  | 5  |
| Wenezuela | 0   | 3   | 0 | 0 | 3 | 0  | 7  |

| Ekwador  | 1–4 | Chile     |
| Kolumbia | 2–0 | Wenezuela |
| Chile    | 1–0 | Wenezuela |
| Kolumbia | 1–0 | Ekwador   |
| Ekwador  | 4–0 | Wenezuela |
| Kolumbia | 2–0 | Chile     |

11 lipca 2001
| Ekwador             | 1–4 (0–1) | Chile              | --:-- – Estadio Metropolitano, Barranquilla Ref: Gilberto Hidalgo (Peru) |
| Chalá 77'           |           | Navia 29'          | --:-- – Estadio Metropolitano, Barranquilla Ref: Gilberto Hidalgo (Peru) |
| s/o Chalá 53'       |           | Montecinos 73'     |                                                                          |
|                     |           | Corrales 85'       |                                                                          |
|                     |           | Montecinos 90'     |                                                                          |
|                     |           |                    |                                                                          |
| Kolombia            | 2–0 (1–0) | Wenezuela          | --:-- – Estadio Metropolitano, Barranquilla Ref: René Ortubé (Boliwia)   |
| Grisales 15'        |           | s/o Vallenilla 47' | --:-- – Estadio Metropolitano, Barranquilla Ref: René Ortubé (Boliwia)   |
| Aristizábal (p) 59' |           |                    |                                                                          |

14 lipca 2001
| Chile           | 1–0 (0–0) | Wenezuela        | --:-- – Estadio Metropolitano, Barranquilla Ref: Gilberto Alcalá (Meksyk) |
| Montecinos 78'  |           |                  | --:-- – Estadio Metropolitano, Barranquilla Ref: Gilberto Alcalá (Meksyk) |
|                 |           |                  |                                                                           |
| Kolombia        | 1–0 (1–0) | Ekwador          | --:-- – Estadio Metropolitano, Barranquilla Ref: Ubaldo Aquino (Paragwaj) |
| Aristizábal 29' |           | s/o Aguinaga 81' | --:-- – Estadio Metropolitano, Barranquilla Ref: Ubaldo Aquino (Paragwaj) |

17 lipca 2001
| Ekwador             | 4–0 (2–0) | Wenezuela        | --:-- – Estadio Metropolitano, Barranquilla Ref: Gilberto Hidalgo (Peru)   |
| Delgado 19'         |           |                  | --:-- – Estadio Metropolitano, Barranquilla Ref: Gilberto Hidalgo (Peru)   |
| Fernández 29'       |           |                  |                                                                            |
| Méndez 60'          |           |                  |                                                                            |
| Delgado 63'         |           |                  |                                                                            |
|                     |           |                  |                                                                            |
| Kolumbia            | 2–0 (1–0) | Chile            | --:-- – Estadio Metropolitano, Barranquilla Ref: Jorge Larrionda (Urugwaj) |
| Aristizábal (p) 10' |           | s/o Galdames 34' | --:-- – Estadio Metropolitano, Barranquilla Ref: Jorge Larrionda (Urugwaj) |
| Arriaga 90'         |           |                  |                                                                            |
| s/o Murillo 34'     |           |                  |                                                                            |

#### Grupa B
| Zespół   | Pts | Pld | W | R | P | GZ | GS |
| -------- | --- | --- | - | - | - | -- | -- |
| Brazylia | 6   | 3   | 2 | 0 | 1 | 5  | 2  |
| Meksyk   | 4   | 3   | 1 | 1 | 1 | 1  | 1  |
| Peru     | 4   | 3   | 1 | 1 | 1 | 4  | 5  |
| Paragwaj | 2   | 3   | 0 | 2 | 1 | 4  | 6  |

| Brazylia | 0–1 | Meksyk   |
| Peru     | 3–3 | Paragwaj |
| Brazylia | 2–0 | Peru     |
| Paragwaj | 0–0 | Meksyk   |
| Brazylia | 3–1 | Paragwaj |
| Peru     | 1–0 | Meksyk   |

12 lipca 2001
| Brazylia          | 0–1 (0–1) | Meksyk         | --:-- – Estadio Pascual Guerrero, Cali Ref: Oscar Julián Ruiz (Kolumbia) |
|                   |           | Borgetti 5'    | --:-- – Estadio Pascual Guerrero, Cali Ref: Oscar Julián Ruiz (Kolumbia) |
|                   |           |                |                                                                          |
| Peru              | 3–3 (1–1) | Paragwaj       | --:-- – Estadio Pascual Guerrero, Cali Ref: Ángel Sánchez (Argentyna)    |
| Lobatón 16'       |           | Ferreira 23'   | --:-- – Estadio Pascual Guerrero, Cali Ref: Ángel Sánchez (Argentyna)    |
| Pajuelo 57'       |           | Ferreira 64'   |                                                                          |
| del Solar 72'     |           | Garay 90'      |                                                                          |
| s/o del Solar 79' |           | s/o Caniza 57' |                                                                          |

15 lipca 2001
| Brazylia     | 2–0 (0–0) | Peru            | --:-- – Estadio Pascual Guerrero, Cali Ref: Jorge Larrionda (Urugwaj) |
| Guilherme 9' |           | s/o Salazar 67' | --:-- – Estadio Pascual Guerrero, Cali Ref: Jorge Larrionda (Urugwaj) |
| Denilson 85' |           |                 |                                                                       |
|              |           |                 |                                                                       |
| Paragwaj     | 0–0 (0–0) | Meksyk          | --:-- – Estadio Pascual Guerrero, Cali Ref: Roger Zambrano (Ekwador)  |

18 lipca 2001
| Brazylia     | 3–1 (0–1) | Paragwaj          | --:-- – Estadio Pascual Guerrero, Cali Ref: Ángel Sánchez (Argentyna) |                    |  |  |
| Alex 60'     |           | Alvarenga (p) 11' | --:-- – Estadio Pascual Guerrero, Cali Ref: Ángel Sánchez (Argentyna) |                    |  |  |
| Belletti 89' |           |                   |                                                                       |                    |  |  |
| Denilson 90' |           |                   |                                                                       |                    |  |  |
|              |           |                   |                                                                       |                    |  |  |
| Peru         | 1–0 (0–0) | Meksyk            | --:-- – Estadio Pascual Guerrero, Cali Ref: René Ortubé (Boliwia)     |                    |  |  |
| Holsen 48'   |           | s/o Borgetti 62'  | --:-- – Estadio Pascual Guerrero, Cali Ref: René Ortubé (Boliwia)     | s/o Muchotrigo 62' |  |  |

#### Grupa C
| Zespół    | Pts | Pld | W | R | P | GZ | GS |
| --------- | --- | --- | - | - | - | -- | -- |
| Kostaryka | 7   | 3   | 2 | 1 | 0 | 6  | 1  |
| Honduras  | 6   | 3   | 2 | 0 | 1 | 3  | 1  |
| Urugwaj   | 4   | 3   | 1 | 1 | 1 | 2  | 2  |
| Boliwia   | 0   | 3   | 0 | 0 | 3 | 0  | 7  |

| Boliwia  | 0–1 (0–0) | Urugwaj   |
| Honduras | 0–1 (0–0) | Kostaryka |
| Honduras | 2–0 (0–0) | Boliwia   |
| Urugwaj  | 1–1 (0–1) | Kostaryka |
| Boliwia  | 0–4 (0–1) | Kostaryka |
| Honduras | 1–0 (0–0) | Urugwaj   |

13 lipca 2001
| Boliwia  | 0–1 (0–1) | Urugwaj       | --:-- – Estadio Atanasio Girardot, Medellín Ref: Mauricio Navarro (Kanada) |
|          |           | Chevantón 60' | --:-- – Estadio Atanasio Girardot, Medellín Ref: Mauricio Navarro (Kanada) |
|          |           |               |                                                                            |
| Honduras | 0–1 (0–0) | Kostaryka     | --:-- – Estadio Atanasio Girardot, Medellín Ref: Mario Sánchez (Chile)     |
|          |           | Wanchope 63'  | --:-- – Estadio Atanasio Girardot, Medellín Ref: Mario Sánchez (Chile)     |

16 lipca 2001
| Honduras       | 2–0 (0–0) | Boliwia        | --:-- – Estadio Atanasio Girardot, Medellín Ref: John Jairo Toro (Kolumbia)      |
| Guevara 53'    |           | s/o Sandy 73'  | --:-- – Estadio Atanasio Girardot, Medellín Ref: John Jairo Toro (Kolumbia)      |
| Guevara 68'    |           | s/o Coimbra81' |                                                                                  |
|                |           |                |                                                                                  |
| Urugwaj        | 1–1 (0–1) | Kostaryka      | --:-- – Estadio Atanasio Girardot, Medellín Ref: Carlos Eugenio Simón (Brazylia) |
| C. Morales 53' |           | Wanchope 28'   | --:-- – Estadio Atanasio Girardot, Medellín Ref: Carlos Eugenio Simón (Brazylia) |

19 lipca 2001
| Boliwia     | 0–4 (0–1) | Kostaryka      | --:-- – Estadio Atanasio Girardot, Medellín Ref: Luis Solórzano (Wenezuela) |
|             |           | Wanchope 45'   | --:-- – Estadio Atanasio Girardot, Medellín Ref: Luis Solórzano (Wenezuela) |
|             |           | Bryce 63'      |                                                                             |
|             |           | Wanchope 71'   |                                                                             |
|             |           | Fonseca 84'    |                                                                             |
|             |           |                |                                                                             |
| Honduras    | 1–0 (0–0) | Urugwaj        | --:-- – Estadio Atanasio Girardot, Medellín Ref: Roger Zambrano (Ekwador)   |
| Guevara 86' |           | s/o Bizera 52' | --:-- – Estadio Atanasio Girardot, Medellín Ref: Roger Zambrano (Ekwador)   |
|             |           | s/o Eguren 80' |                                                                             |

### Najlepsi na 3. miejscu
Dwie najlepsze reprezentacje, które zajęły 3. miejsce w grupie wejdą do ćwierćfinału.
|                   | Pts | Pld | W | R | P | GZ | GS |
| ----------------- | --- | --- | - | - | - | -- | -- |
| Urugwaj (Grupa C) | 4   | 3   | 1 | 1 | 1 | 2  | 2  |
| Peru (Grupa B)    | 4   | 3   | 1 | 1 | 1 | 4  | 5  |
| Ekwador (Grupa A) | 3   | 3   | 1 | 0 | 2 | 5  | 5  |

Do ćwierćfinału awansowali Urugwaj i Peru.

### Ćwierćfinał
22 lipca 2001
| Chile         | 0–2 (0–1) | Meksyk       | --:-- – Estadio Hernán Ramírez Villegas, Pereira Ref: Carlos Eugenio Simón (Brazylia) |
|               |           | Arellano 17' | --:-- – Estadio Hernán Ramírez Villegas, Pereira Ref: Carlos Eugenio Simón (Brazylia) |
|               |           | Osorno 78'   |                                                                                       |
|               |           |              |                                                                                       |
| Urugwaj       | 2–1 (0–0) | Kostaryka    | --:-- – Estadio Centenario, Armenia Ref: Óscar Ruiz (Kolumbia)                        |
| Lemos (p) 61' |           | Wanchope 52' | --:-- – Estadio Centenario, Armenia Ref: Óscar Ruiz (Kolumbia)                        |
| Lima 87'      |           |              |                                                                                       |

23 lipca 2001
| Brazylia        | 0–2 (0–0) | Honduras          | --:-- – Estadio Palogrande, Manizales Ref: Ubaldo Aquino (Paragwaj) |
| s/o Emerson 82' |           | Belletti (og) 57' | --:-- – Estadio Palogrande, Manizales Ref: Ubaldo Aquino (Paragwaj) |
|                 |           | S. Martínez 90'   |                                                                     |
|                 |           | s/o Cárcamo 82'   |                                                                     |
|                 |           |                   |                                                                     |
| Kolumbia        | 3–0 (0–0) | Peru              | --:-- – Estadio Centenario, Armenia Ref: Gilberto Alcalá (Meksyk)   |
| Aristizábal 50' |           |                   | --:-- – Estadio Centenario, Armenia Ref: Gilberto Alcalá (Meksyk)   |
| Hernández 66'   |           |                   |                                                                     |
| Aristizábal 69' |           |                   |                                                                     |

### Półfinał
25 lipca 2001
| Meksyk              | 2–1 (1–1) | Urugwaj            | --:-- – Estadio Hernán Ramírez Villegas, Pereira Ref: Ángel Sánchez (Argentyna) |
| Borgetti 14'        |           | R. Morales 32'     | --:-- – Estadio Hernán Ramírez Villegas, Pereira Ref: Ángel Sánchez (Argentyna) |
| García Aspe (p) 67' |           | s/o C. Morales 45' |                                                                                 |
| s/o García Aspe 88' |           | s/o R. Morales 90' |                                                                                 |
| s/o Vidrio 90'      |           |                    |                                                                                 |

26 lipca 2001
| Kolumbia        | 2–0 (1–0) | Honduras | --:-- – Estadio Palogrande, Manizales Ref: Mario Sánchez (Chile) |
| Bedoya 6'       |           |          | --:-- – Estadio Palogrande, Manizales Ref: Mario Sánchez (Chile) |
| Aristizábal 63' |           |          |                                                                  |

### Mecz o 3. miejsce
28 lipca 2001
| Urugwaj              | 2–2 (2–2)            | Honduras        | --:-- – Estadio El Campín, Bogota Ref: Gilberto Hidalgo (Peru) |                  |
| Bizera 22'           |                      | S. Martínez 14' | --:-- – Estadio El Campín, Bogota Ref: Gilberto Hidalgo (Peru) |                  |
| A. Martínez 45'      |                      | Izaguirre 42'   |                                                                |                  |
|                      |                      |                 |                                                                |                  |
| Rzuty karne          |                      |                 |                                                                |                  |
| Urugwaj              | Urugwaj              | 4–5             | Honduras                                                       | Honduras         |
| Sorondo: gol         | Sorondo: gol         | 1–1             | Pineda: gol                                                    | Pineda: gol      |
| Gutiérrez: obroniony | Gutiérrez: obroniony | 1–2             | S. Martínez: gol                                               | S. Martínez: gol |
| Rodríguez: gol       | Rodríguez: gol       | 2–3             | García: gol                                                    | García: gol      |
| Lemos: gol           | Lemos: gol           | 3–4             | Medina: gol                                                    | Medina: gol      |
| Olivera: gol         | Olivera: gol         | 4–5             | Izaguirre: gol                                                 | Izaguirre: gol   |

### Finał
29 lipca 2001
| Kolumbia       | 1–0 (0–0) | Meksyk            | --:-- – Estadio El Campín, Bogota Ref: Ubaldo Aquino (Paragwaj) |
| I. Córdoba 65' |           | s/o Rodríguez 79' | --:-- – Estadio El Campín, Bogota Ref: Ubaldo Aquino (Paragwaj) |
|                |           | s/o Torrado 90'   |                                                                 |

| Zwycięzca Copa América:: KOLUMBIA |

### Najlepsi strzelcy
6 bramek
- Aristizábal

5 bramek
- Wanchope

3 bramki
- Montecinos
- Guevara

2 bramki
- Denilson
- Delgado
- S. Martínez
- Borgetti
- Ferreira

1 bramka
- Alex Beletti Guilherme
- Corrales Navia
- Arriaga Bedoya Grisales Hernández Córdoba
- Bryce Fonseca
- Chalá Fernández Édison Méndez
- Izaguirre
- Arellano García Aspe Osorno
- Alvarenga Garay
- José del Solar Holsen Lobatón Juan Pajuelo
- Bizera Chevantón C. Morales Lemos Lima A. Martínez R. Morales

### Sędziowie
| Mecze | Sędziowie                                                                                                |
| ----- | --- |
| 3     | Angel Osvaldo Sánchez Ubaldo Aquino Gilberto Hidalgo                                                     |
| 2     | René Ortubé Carlos Eugenio Simón Óscar Ruiz Mario Sánchez Roger Zambrano Gilberto Alcalá Jorge Larrionda |
| 1     | Mauricio Navarro John Jairo Toro Luis Solórzano                                                          |

### Statystyki
| Zespół    | Pts | Pld | W | R | P | GZ | GS | SB  | Eff    |
| --------- | --- | --- | - | - | - | -- | -- | --- | ------ |
| Kolumbia  | 18  | 6   | 6 | 0 | 0 | 11 | 0  | +11 | 100.0% |
| Honduras  | 10  | 6   | 3 | 1 | 2 | 7  | 5  | +2  | 55.6%  |
| Meksyk    | 10  | 6   | 3 | 1 | 2 | 5  | 3  | +2  | 55.6%  |
| Urugwaj   | 8   | 6   | 2 | 2 | 2 | 7  | 7  | 0   | 44.4%  |
| Kostaryka | 7   | 4   | 2 | 1 | 1 | 7  | 3  | +4  | 58.3%  |
| Brazylia  | 6   | 4   | 2 | 0 | 2 | 5  | 4  | +1  | 50.0%  |
| Chile     | 6   | 4   | 2 | 0 | 2 | 5  | 5  | 0   | 50.0%  |
| Peru      | 4   | 4   | 1 | 1 | 2 | 4  | 8  | -4  | 33.3%  |
| Ekwador   | 3   | 3   | 1 | 0 | 2 | 5  | 5  | 0   | 33.3%  |
| Paragwaj  | 2   | 3   | 0 | 2 | 1 | 4  | 6  | -2  | 22.2%  |
| Boliwia   | 0   | 3   | 0 | 0 | 3 | 0  | 7  | -7  | 0.0%   |
| Wenezuela | 0   | 3   | 0 | 0 | 3 | 0  | 7  | -7  | 0.0%   |